# Каламачи
Каламачи (итал. Calamaci) је насеље у Италији у округу Ређо ди Калабрија, региону Калабрија.
Према процени из 2011. у насељу је живело 28 становника. Насеље се налази на надморској висини од 577 м.